# Sabina Miclea
Sabina Miclea est une joueuse roumaine de volley-ball née le 4 décembre 1990. Elle mesure 1,84 m et joue passeuse. Elle totalise 50 sélections en équipe de Roumanie.

## Clubs
| Club              | Pays     | De        | À         |
| ----------------- | -------- | --------- | --------- |
| Metal Galați      | Roumanie | 2007-2008 | 2009-2010 |
| Unic Piatra Neamț | Roumanie | 2010-2011 | …         |

## Palmarès
- Championnat de Roumanie 
  - Vainqueur : 2008, 2009, 2010